# Надбъбречна медула
Надбъбречната медула е сърцевината на надбъбречната жлеза, обвита от надбъбречната кора. Изградена е от хромафинни клетки, които произвеждат катехоламините адреналин (епинефрин) и норадреналин (норепинефрин). Тези два водноразтворими хормона, производни на аминокиселините тирозин вземат участие в отговора на симпатиковата нервна система в резултат на стресов стимул.
Медулата може да се разглежда като специализиран ганглий на симпатиковата нервна система, при която липсват отделни синапси, а секретираните хормоните се отделят направо в кръвта.